# Nackenbandverkalkung
Als Nackenbandverkalkung bezeichnet man Verkalkungen der beiden Genickschleimbeutel (Bursa subligamentosa nuchalis cranialis und caudalis) im Bereich des Nackenbandes (Ligamentum nuchae).

## Bei Pferden
Nackenbandverkalkungen kommen meist bei Dressur- und Springpferden vor, wobei die Ursache häufig unklar ist. Eine Hypothese ist, dass sich bei der Ausbildung junger Pferde eine zu enge Haltung im Genick (repetierende Mikrotraumen durch Ausbinder oder Schlaufzügel) über einen längeren Zeitraum prädisponierend auswirken kann. Weitere mögliche Ursachen sind Überschlagen, Festhängen im Halfter oder Stürze.
Eine solche Veränderung im Bereich des Nackenbandes kann bei Therapieresistenz zur Nutzungseinschränkung bis hin zur Unbrauchbarkeit als Reit- oder Sportpferd führen. Bewegungseinschränkungen der Halswirbelsäule mit und ohne Schwellungen im Bereich der Halsmuskulatur, Abwehrreaktionen mit Koordinationsverlust bis hin zur Ataxie sind im Falle einer Entzündung des vorderen Schleimbeutels („Genickbeule“, Bursitis subligamentosa nuchalis cranialis) beschrieben worden.
Obwohl Verkalkungen in Sehnen und Bändern als primäre Indikation für die extrakorporale Stoßwellentherapie genannt werden, liegen bisher über die Behandlung von Verkalkungen im Nackenband beim Pferd nur wenige Untersuchungsergebnisse vor. Bei einer Studie an Pferden, die mit Rittigkeitsproblemen vorgestellt wurden und röntgenologische Veränderungen im Bereich des Nackenbandes und/oder der Protuberantia occipitalis externa des Hinterhauptsbeins zeigten, waren nach dreimaliger Stoßwellentherapie 80 % der Patienten wieder uneingeschränkt reitbar. Röntgenologische Kontrolluntersuchungen ließen allerdings nur teilweise Veränderungen der Befunde erkennen, so dass der Therapieerfolg vorrangig durch die Abwesenheit der klinischen Symptome dokumentiert wurde. In einer anderen Fallstudie zur Behandlung einer Verkalkung der Bursa subligamentosa nuchalis cranialis mit der ultraschallgekoppelten extrakorporalen Stoßwellentherapie konnte dank der ausreichenden Eindringtiefe und der Behandlung unter Sichtkontrolle eine vollständige klinische Heilung und eine befriedigende röntgenologische Veränderung erreicht werden. Unklar bleibt nach wie vor die Ätiologie dieser Erkrankung und ob eine Rezidivgefahr gänzlich auszuschließen ist.

## Bei Menschen

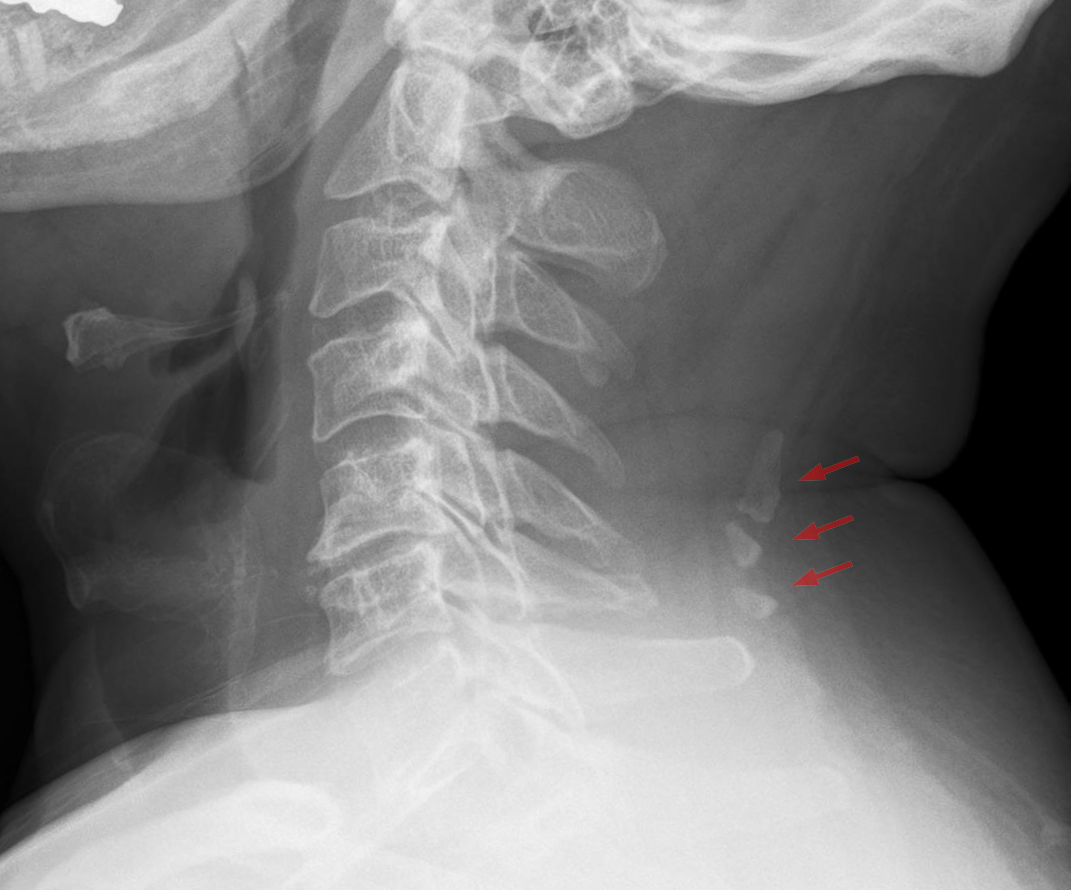
Verkalkungen im Ligamentum nuchae im seitlichen Röntgenbild der Halswirbelsäule des Menschen als Zufallsbefund.

Auch beim Menschen finden sich gelegentlich – meist als Zufallsbefund im Röntgenbild der Halswirbelsäule – Verkalkungen im Ligamentum nuchae. Sie liegen meist auf Höhe der unteren Halswirbel oder des ersten Brustwirbel. Sie müssen dann gegen einen traumatischen Abriss am Dornfortsatz der Wirbel (Schipperfraktur) abgegrenzt werden.